# Lo Pont de Camarés
Lo Pont de Camarés (en francès Camarès) és un municipi francès situat al departament de l'Avairon i a la regió d'Occitània.

## Demografia
| 1962                                       | 1968  | 1975  | 1982  | 1990  | 1999  | 2006 |
| ------------------------------------------ | ----- | ----- | ----- | ----- | ----- | ---- |
| 1.288                                      | 1.253 | 1.212 | 1.258 | 1.127 | 1.008 | 983  |
| Des de 1962: població sense dobles comptes |       |       |       |       |       |      |

## Administració
| Període   | Identitat       | Partit |
| --------- | --------------- | ------ |
| 2001-2008 | Jacques Fanjaud |        |
| 2008-     | Jacques Bernat  |        |